# Heinrich Weber (Linguist)
Heinrich Weber (* 1940 in Kaiserslautern) ist ein deutscher Linguist, Germanist und ehemaliger Hochschullehrer an der Eberhard Karls Universität Tübingen.

## Leben und Wirken
Heinrich Weber studierte zunächst in Saarbrücken Germanistik, Geschichte und Politikwissenschaften, um dann seine Studien in Heidelberg und Wien fortzusetzen. Im Jahre 1968 wurde er promoviert, und im Jahre 1970 absolvierte er das 2. Staatsexamen als Lehramtskandidat. Weber habilitierte sich sodann im Jahre 1989. Sein Forschungsinteresse gilt der Grammatik, Semantik und Pragmatik des Deutschen, den Syntaxtheorien und der Geschichte der Sprachwissenschaften.
1970 wurde er Akademischer Rat, später Oberrat und Professor am deutschen Seminar der Universität Tübingen.
Er ist mit Wilfried Kürschner Sprecher des Linguistischen Kolloquiums.

## Werke (Auswahl)
- Satzreihe und Satzgefüge in der Dependenzgrammatik.  LuD. 1972
- Das erweiterte Attribut in der deutschen Sprache der Gegenwart. Didaktik der Fachsprache. Hg.: Rall, Schepping, Schleyer. 1974
- Morphemik.  LGL. Hg.: Althaus, Henne, Wiegand. 21980
- Denken, Sprache und Kommunikation – zum Bedeutungsbegriff im Grimmschen Wörterbuch.  Universitas. 1984
- Die Ausbildung der deutschen Grammatik.  HEL: Histoire Epistémologie Langage. 1987
- Zur Inhaltsstruktur des Verbs sein.  Energeia und Ergon III. Hg.: J. Lüdtke. 1988
- Die Stilblüte: Fehler oder Witz?  Linguistik Parisette. Hg.: Weber, Zuber. 1988
- Typologische Zusammenhänge zwischen Wortstellung und analytischer Morphologie im Deutschen.  ZGL. 1990
- Ist Wortstellung grammatisch oder pragmatisch motiviert?  Betriebslinguistik und Linguistikbetrieb. Hg.: E. Klein u. a. 1991
- Zur Geschichte eines pragmatischen Wortbegriffs.  Proceedings of the 14th International Congress of Linguists III. Hg.: Bahner, Schildt, Viehweger. 1991
- Würze in Kürze. Zur Technik des Tagesspruchs im Schwäbischen Tagblatt.  Sprachgeschichte und Sprachkritik. Fs. Peter von Polenz. Hg.: Heringer, Stötzel. 1993
- Zur Feldstruktur der Seinsverben.  Studien zur Wortfeldtheorie / Studies in Lexical Field Theory. Hg.: P. Lutzeier. 1993
- Wörter für den Satz.  Der Gebrauch der Sprache. Fs. F. Hundsnurscher. Hg.: Hindelang, Rolf, Zillig. 1995
- Mehrdeutigkeit bei Aristoteles.  Lexical Structures and Language Use. Hg.: Weigand u. Hundsnurscher. 1996
- Substanz und Substantiv.  Particulae particularum. Fs. H. Weydt. Hg.: Harden u. Hentschel. 1998
- Strukturverben im Deutschen. De lingua et litteris: Studia in honorem Cassimiri Andreae Sroka. Danuta Stanulewicz, Roman Kalisz, Wilfried Kürschner, Cäcilia Klaus (Hrsg.), Gdańsk. Wydawnictwo Uniwersytetu Gdańskiego, 2005, OCLC 824294418

## Festschrift
- Linguistik International. Festschrift für Heinrich Weber. Wilfried Kürschner, Reinhard Rapp (Hrsg.), Lengerich. Pabst, 2006